# Wybory prezydenckie na Cyprze w 1998 roku
Wybory prezydenckie na Cyprze w 1998 roku odbyły się 8 lutego 1998 roku (I tura) i 15 lutego 1998 roku (II tura). Wybory te wygrał ubiegający się o reelekcję Glafkos Kliridis, przedstawiciel Zgromadzenia Demokratycznego, pokonując w drugiej turze Jeorjosa Jakowu (który startował z poparciem Postępowej Partii Ludzi Pracy i Partii Demokratycznej). Glafkos Kliridis nieznacznie przegrywał po pierwszej turze. Frekwencja wynosiła 91.7% w pierwszej turze i 93.4% w drugiej.

## System wyborczy
Prezydent Republiki Cypryjskiej wybierany jest w bezpośrednich, powszechnych i tajnych wyborach na pięcioletnią kadencję. Kandydat, który otrzyma więcej niż 50% ważnie oddanych głosów, zostaje wybrany na prezydenta. Jeżeli żaden z kandydatów nie uzyska wymaganej liczby głosów, po tygodniu zostaje przeprowadzona druga tura wyborów w której mierzą się ze sobą dwaj kandydaci z najwyższym poparciem uzyskanym w pierwszej turze.

## Wyniki[1]
| Kandydat               | Partia         | Głosy (1 tura) | % (1 tura) | Głosy (2 tura) | % (2 tura) |
| ---------------------- | -------------- | -------------- | ---------- | -------------- | ---------- |
| Glafkos Kliridis       | DISY           | 158,763        | 40.1%      | 206,879        | 50.8%      |
| Jeorjos Jakowu         | AKEL           | 160,918        | 40.6%      | 200,222        | 49.2%      |
| Wasos Lisaridis        | EDEK           | 41,978         | 10.6%      |                |            |
| Aleksis Galanos        |                | 16,003         | 4.0%       |                |            |
| Jeorjos Wasiliu        |                | 11,908         | 3.0%       |                |            |
| Nikolas Kutsu          | Nowe Horyzonty | 3,625          | 0.9%       |                |            |
| Nikos Rolandis         |                | 3,104          | 0.8%       |                |            |
| głosy nieważne i puste |                | 13,680         |            | 10,305         |            |
| Razem                  |                | 409,979        | 100,00%    | 417,406        | 100,00%    |